# Giurgița
Giurgița è un comune della Romania di 3 128 abitanti, ubicato nel distretto di Dolj, nella regione storica dell'Oltenia.
Il comune è formato dall'unione di 3 villaggi: Curmătura, Filaret, Giurgița.